# Urophyllum hirsutum
Urophyllum hirsutum är en måreväxtart som först beskrevs av Robert Wight, och fick sitt nu gällande namn av Joseph Dalton Hooker. Urophyllum hirsutum ingår i släktet Urophyllum och familjen måreväxter. Inga underarter finns listade i Catalogue of Life.